# Gilbert de Clare (lord de Clare)
Pour les articles homonymes, voir Gilbert de Clare.
Gilbert de Clare, Gilbert Fitz Richard ou Gilbert de Tonbridge († 1117), fut un baron anglo et cambro-normand, lord de Clare et de Tonbridge, puis de Cardigan (Pays de Galles).

## Biographie
Il est le fils de Richard de Bienfaite († 1090), seigneur de Bienfaite et d'Orbec, puis lord de Clare et de Tonbridge, corégent d'Angleterre, et de Rohaise, fille de Gautier Giffard. Gilbert semble être l'aîné des fils, et il est probable qu'il soit né avant 1066, car son père avait déjà des enfants à ce moment-là. Il est possible qu'il succède à son père dans les mois qui précèdent ou qui suivent l'accession au trône de Guillaume le Roux (1087). Il hérite du patrimoine anglais de son père, alors que son cadet Roger hérite des territoires normands.
En 1088, il se joint à Odon de Bayeux dans une rébellion contre Guillaume le Roux, et en faveur de Robert Courteheuse, le duc de Normandie. Le roi l'assiège dans son château de Tonbridge, et la ville est détruite. Après un combat acharné qui dure deux jours, il force Gilbert, qui est blessé, et son frère Roger, à se rendre,. Par la suite, Gilbert est pardonné. Il est témoin de quelques chartes royales, et en 1091 il est dans l'armée du roi.
Néanmoins, en 1095 il semble impliqué dans la conspiration de Robert de Montbray et quelques autres, qui a pour but de remplacer le roi par son cousin Étienne d'Aumale. Son implication n'est pas connue, mais se joignant à l'armée du roi, il informe ce dernier du complot et les conspirateurs sont pourchassés et emprisonnés. Par la suite, il n'apparaît plus aux côtés du roi.
Durant le règne d'Henri Ier d'Angleterre (1100-1135), Gilbert n'est pas particulièrement favorisé, et il n'apparaît pas très souvent en sa compagnie. Sur l'insistance répétée de son baron, vers 1110, Henri Ier lui accorde la permission de détenir la seigneurie de Cardigan (Pays de Galles) (ou Ceredigion), s'il peut la conquérir. Gilbert constitue une armée et envahit la région. Cardigan tombe. Son nouveau maître construit des châteaux pour défendre sa seigneurie, notamment celui de Llanbadarn Fawr. Cardigan sera perdue par la famille dans la génération suivante.
Gilbert de Clare continue le patronage familial de l'abbaye du Bec en lui donnant l'église collégiale de Clare. Il est aussi bienfaiteur du prieuré de Lewes (Surrey), fondé par Guillaume de Warenne et donne l'église de Llanbadarn à l'abbaye de Gloucester.
D'après les annales galloises, Gilbert meurt en 1117. Son fils Richard lui succède dans ses possessions anglaises et galloises, tandis que son puîné Gilbert hérite des territoires normands de son oncle Roger, mort sans descendance. Il deviendra comte de Pembroke. Son troisième fils Baudouin réussit à acquérir la seigneurie de Bourne, dans le Lincolnshire en achetant à Henri Ier la permission d'épouser l'héritière de l'honneur.

## Famille et descendance
Il épouse Alice, fille de Hugues Ier, comte de Clermont-en-Beauvaisis. Ils eurent pour descendance connue :
- Richard († 1136), lord de Clare et de Cardigan, parfois désigné comte d'Hertford ;
- Gilbert dit Strongbow († 1148/49), 1er comte de Pembroke (1138-1148) ;
- Baudouin († 1154), lord de Bourne ;
- Gauthier ;
- Margarette, épousa Guillaume de Monfichet ;
- Adelise († 1163), épousa Aubrey II de Vere, chancelier d'Henri Ier ;
- Rohaise, épousa Baderon, lord de Monmouth.

### Sources
- Richard Mortimer, « Clare, Gilbert de (d. 1117) », dans Oxford Dictionary of National Biography, Oxford University Press, 2004. Accédé novembre 2008.